# Thamnodynastes longicaudus
Thamnodynastes longicaudus är en ormart som beskrevs av Franco, Ferreira, Marques och Sazima 2003. Thamnodynastes longicaudus ingår i släktet Thamnodynastes och familjen snokar. Inga underarter finns listade i Catalogue of Life.
Arten förekommer i bergstrakten Serra do Mar i östra Brasilien i delstaterna São Paulo och Rio de Janeiro. Utbredningsområdet ligger 520 till 906 meter över havet. Habitatet utgörs av täta fuktiga skogar. Individerna klättrar i träd och är nattaktiva.
Skogen omvandlas i mindre skala till urbana områden. I regionen inrättades flera skyddszoner. IUCN listar Thamnodynastes longicaudus som livskraftig (LC).